# Džaunpur
Džaunpur (hindsky जौनपुर, urdsky جونپور‎) je město v Uttarpradéši, jednom z indických svazových států. K roku 2011 v něm žilo přes 180 tisíc obyvatel. Známý je jednak mughalským mostem, jednak tím, že byl v letech 1394 až 1479 hlavním městem státního útvaru Džaunpurský sultanát.

## Poloha
Džaunpur leží na řece Gómatí, levém přítoku Gangy. Je vzdálen přibližně šedesát kilometrů severozápadně od Váránasí a přibližně sto kilometrů severovýchodně od města Prajágrádž (někdejší Iláhábád).

## Obyvatelstvo
Převažujícím náboženstvím je se zhruba 63 % hinduismus, zhruba třetina obyvatel vyznává islám, následují s výrazně menšinových zastoupením džinismus, křesťanství, sikhismus a buddhismus.

## Doprava
Město je napojeno na indickou železniční síť. Nacházejí se zde celkem čtyři nádraží, z toho dvě v samotném Džaunpuru: Jaunpur City Railway Station (JOP) a Jaunpur Junction (JNU).